# Projeto Comprova
O Projeto Comprova é um trabalho colaborativo entre vários veículos de comunicação, coordenado pela Abraji, com o objetivo de verificar a veracidade de informações divulgadas em redes sociais e na internet em geral, centralizando a checagem dos fatos em seu website e desmascarando notícias falsas.
Em sua primeira fase, a iniciativa teve como motivação as eleições gerais no Brasil em 2018. Os membros participantes comprometeram-se a verificar, de forma responsável, declarações, especulações e rumores que estavam circulando pela internet durante o período eleitoral.
Já em sua segunda fase, que começou em julho de 2019, o foco passou a ser em analisar e combater a disseminação de rumores sobre políticas públicas relacionadas ao governo federal.
Em 2020, o projeto iniciou uma terceira fase, desta vez focada no combate à desinformação durante a pandemia do novo coronavírus. Com a proximidade das eleições municipais de 2020, boatos relacionados ao pleito ou à confiabilidade do sistema eleitorial brasileiro também passaram a ser alvo de checagem da coalizão. Em 2020, 28 veículos de todas as regiões do Brasil fazem parte da coalizão: os jornais Folha de SP, Estadão, Metro, Jornal do Commercio, A Gazeta, Gazeta do Sul, Correio do Povo, Correio da Bahia, Estado de Minas, O Popular, O Povo, Correio do Estado, Correio de Carajás, Diário do Nordeste, portais Uol, Poder360, NSC Total (NSC Comunicação), Gaúcha ZH (Grupo RBS), Nexo, AFP, os canais Futura, Band, SBT, Band News, as rádios Band News FM e Bandeirantes AM, além das revistas Piauí e Exame.

## História
O Projeto Comprova foi criado em 2018, sendo lançado oficialmente em 28 de junho, integrado por 24 veículos jornalísticos. O projeto teve como base a iniciativa do grupo First Draft, então parte da Harvard Kennedy School, nos Estados Unidos, que organizou uma iniciativa semelhante na eleição presidencial da França em 2017. Inicialmente, o Projeto Comprova foi financiado pela Google News Initiative e pelo Facebook Journalism Project. Os resultados das investigações começaram a ser publicados no dia 6 de agosto.
O projeto disponibilizou um número de WhatsApp para receber denúncias, e recebeu mais de 21 mil mensagens nos primeiros dois meses.
Em 30 de outubro, com o término da campanha eleitoral, o site anunciou a desmobilização dos seus esforços para verificação de notícias falsas, encerrando temporariamente as atividades, após 12 semanas ativo. O total de mensagens recebidas durante este período passou de 67 mil, e 92% delas revelou-se falsa.
O projeto foi retomado em 15 de julho de 2019. Lançado em São Paulo, durante o 14º Congresso Internacional de Jornalismo Investigativo, o projeto novamente reuniu 24 veículos concorrentes na esfera comercial, com foco em analisar e combater a disseminação de rumores sobre políticas públicas relacionadas ao governo federal. A iniciativa novamente é coordenada pela Abraji e pelo First Draft. Google News Initiative e Facebook Journalism Project patrocinam e dão apoio técnico ao projeto.
A terceira fase do Projeto Comprova foi encerrada no dia 5 de Março de 2021, tendo investigado 283 conteúdos suspeitos, que incluem conteúdos sobre a pandemia, as eleições de 2020, e políticas públicas do governo  federal. No total, 78 jornalistas e 14 estagiários de jornalismo participaram da fase 3 do Comprova.
A quarta fase do Projeto Comprova iniciou-se em Junho de 2021.
A quinta fase do Projeto Comprova ocorreu durante as eleições de 2022. Foram publicadas 378 reportagens investigativas. Essas investigações tiveram como foco os conteúdos duvidosos que mais viralizaram em redes sociais no Brasil em 2022. 